# Las Vegas Strip
La Las Vegas Boulevard South, meglio nota come Las Vegas Strip, è una strada che si estende sulle due aree non incorporate di Paradise e Winchester, sobborghi di Las Vegas, in Nevada, e che è nota per la grande concentrazione di hotel e casinò. Ben 19 dei 25 hotel più grandi del mondo come numero di stanze si trovano nella Strip: sono 65 000 le stanze totali a disposizione dei turisti.

## Mappa schematica di alberghi e casinò situati sulla Strip
| Nord verso Fremont Street                                   |                  |  |
|                                                             | ↑                |  |
| The Strat                                                   |                  |  |
|                                                             |                  |  |
|                                                             |                  |  |
| Sahara Avenue                                               | Sahara Avenue    |  |
| Resorts World Circus Circus                                 | Sahara           |  |
| Resorts World Circus Circus                                 |                  |  |
|                                                             |                  |  |
| Convention Center Drive                                     |                  |  |
| Trump International                                         | Encore           |  |
| Fashion Show Mall                                           | Encore           |  |
| Wynn Las Vegas                                              |                  |  |
| Spring Mountain Road                                        | Sands Avenue     |  |
| Treasure Island                                             | The Palazzo      |  |
| Treasure Island                                             | The Venetian     |  |
| The Mirage                                                  |                  |  |
| Harrah's                                                    |                  |  |
| The Linq                                                    |                  |  |
| Caesars Palace                                              | Flamingo         |  |
| Caesars Palace                                              |                  |  |
| Flamingo Road                                               | Flamingo Road    |  |
| Bellagio                                                    | Horseshoe        |  |
| Bellagio                                                    | Paris            |  |
| The Cosmopolitan                                            | Planet Hollywood |  |
| Harmon Avenue                                               | Harmon Avenue    |  |
| Vdara                                                       |                  |  |
| Aria                                                        |                  |  |
| Park at MGM                                                 |                  |  |
| New York-New York                                           | MGM Grand        |  |
| Tropicana Avenue                                            | Tropicana Avenue |  |
| Excalibur                                                   | Tropicana        |  |
| Luxor                                                       |                  |  |
| Four Seasons, Mandalay Bay                                  |                  |  |
| Russell Road                                                |                  |  |
|                                                             | ↓                |  |
| Sud verso Interstate 215 per McCarran International Airport |                  |  |